# اسلام در سائوتومه و پرنسیپ
سائوتومه و پرنسیپ با مجموع جمعیت حدود ۱۸۱٬۰۰۰ دارای نفر حدود ۵٬۵۰۰ مسلمان یعنی حدود ۳ درصد از جمعیت است. اکثریت (حدود ۸۰ درصد) مردم پیروی کاتولیک رومی هستند که برای سال‌های بسیاری پس از استعمار پرتغال در این منطقه باقی مانده‌است.
جامعه مسلمانان احمدیه با دارا بودن صدها عضو در این کشور نمایندهٔ بخش بزرگی از جمعیت مسلمان ساکن است.